# Caphornia magellanica
Caphornia magellanica är en fjärilsart som beskrevs av Butler 1881. Caphornia magellanica ingår i släktet Caphornia och familjen nattflyn. Inga underarter finns listade i Catalogue of Life.